# Fort Pulaski
Fort Pulaski ligger mellem Savannah og Tybee Island i Georgia. Det er i dag et National Monument, som huskes fordi det var her, i 1862 under den Amerikanske borgerkrig at Unionshæren med succes afprøvede riflede kanoner mod murede befæstninger. Successen betød at sådanne befæstninger med et var forældede. Fortet blev også anvendt som krigsfangelejr. Fort Pulaski National Monument består af det meste af Cockspur Island og hele den tilstødende McQueens Island.

## Opførelse
Efter krigen i 1812, igangsatte præsident James Madison et nye system af kystbefæstninger bygget. De skulle beskytte De Forenede Stater mod fremmed invasion. Opførelsen af et fort til beskyttelse af havnen i Savannah begyndte i 1829 under ledelse af generalmajor Babcock, og senere sekondløjtnant Robert E. Lee, som nyligt var blevet færdiguddannet på West Point. Det nye fort blev placeret på Cockspur Island ved udmundingen af Savannahfloden. I 1833 fik det nye fort navnet Fort Pulaski til ære for Kazimierz Pulaski, en polsk soldat og officer som kæmpede i den amerikanske uafhængighedskrig under George Washington. Pulaski var en bemærkelsesværdig kavalerist, og spillede en stor rolle i uddannelsen af revolutionære tropper. Han tog del i belejringerne af Charleston, South Carolina og Savannah, Georgia.
Træpæle blev banket 20 meter ned i mudderet for at understøtte omkring 25 mio. mursten. Fortet blev færdigt i 1847 efter 18 års arbejde til en pris af næsten $1 mio.

## Borgerkrigen
Selv om det var gjort færdigt i 1847 var der kun to opsynsfolk på fortet indtil 1860, hvor South Carolina trådte ud af De Forenede Stater og udløste den amerikanske borgerkrig. Det var på det tidspunkt at guvernøren i Georgia Joseph E. Brown gav ordre til at Fort Pulaski skulle overtages fra Unionen af staten Georgia. Et dampskib med 110 mand sejlede ned ad floden fra Savannah og fortet blev overgivet til staten Georgia. Efter at Georgia var trådt ud af Unionen i februar 1861 kom fortet under kontrol af Amerikas Konfødererede Stater, og Sydstatstropper rykkede ind på fortet.
I december 1861 blev Tybee Island anset for at ligge for isoleret og uforberedt og blev opgivet af Sydstatshæren. Det tillod Unionens tropper at få fodfæste på den anden side af Savannahfloden overfor Fort Pulaski. Unionsstyrker under Quincy A. Gillmore begyndte at opføre kanonbatterier langs kysten på Tybee.
Om morgenen den 10. april 1862 opfordrede Unionsstyrkerne besætningen på Fort Pulaski til at overgive sig for at forhindre unødige tab af menneskelig. Oberst Charles H. Olmstead som var garnisonens chef afviste tilbuddet.

## Belejring og nedkæmpelse af Fort Pulaski
Fort Pulaski var forberedt på et muligt infanteriangreb. Fortet blev imidlertid aldrig udsat for et direkte angreb over land. Med 36 kanoner, herunder de nye James riflede kanoner, begyndte unionstropperne et vedvarende bombardement af Fort Pulaski. De nye riflede kanoner afskød riflede projektiler, som kunne skydes længere end de tungere glatløbede kanonkugler. I løbet af 30 timer havde de nye kanoner gennembrudt et af fortets 4 hjørnemure. Granater passerede herefter betænkelig tæt på fortets store krudtmagasin. Tøvende overgav oberst Charles Olmstead fortet.
Indenfor 6 uger efter overgivelsen havde Unionsstyrkerne repareret fortet, og al skibsfart ind og ud af Savannah ophørte. Tabet af Savannah som en brugbar Sydstatshavn var et alvorligt handicap for Sydens krigsindsats. Med fortet sikkert i Unionens kontrol udstedte general David Hunter, som var fortets kommandant Gen. Order Number Eleven, som fastslog, at alle slaver i Florida, Georgia og South Carolina nu var frie. Præsident Abraham Lincoln trak hurtigt ordren tilbage, men udsendte i 1863 sin egen Emancipations Proklamation. På det tidspunkt var Fort Pulaski blevet endestation på slavernes undergrundsjernbane idet slaver fra hele området blev frigivet, når de nåede til Cockspur Island.
I starten var unionsgarnisonen på 600 mand, men da krigen trak ud, og det blev oplagt, at Sydstatshæren var ude af stand til at generobre fortet blev den senere reduceret til omkring 250. Sent i krigen blev fortet omdannet til et fængsel for en gruppe tilfangetagne sydstatsofficeret, kendt som de udødelige 600. 13 af disse døde på fortet på grund af bevidst dårlig behandling. Efter at krigen var slut gjorde fortet fortsat gavn som militært og politisk fængsel i en kort tid. Det kom til at rumme Sydstaternes udenrigsminister, finansminister, krigsminister, vicekrigsminister foruden 3 stater guvernører, en senator og ham som havde haft kommandoen over fortet efter at det var blevet overtaget af Syden.

## Efter borgerkrigen
Mellem 1869 og 1872 blev demilunen bag i fortet dækket af krudtmagasiner og de få kanonpositioner blev udvidet til at rumme større kanoner.
Ved indgangen til det 20. århundrede begyndte fortet at forfalde. I et forsøg på at redde det gamle fort udpegede krigsministeriet til sidst Fort Pulaski til et nationalt monument den 15. oktober 1924 ved proklamation af præsident Calvin Coolidge. Fortet blev overført fra krigministeriet til National Park Service den 10. august 1933. På det tidspunkt blev reparationer påbegyndt, da medlemmer af Civilian Conservation Corps ankom til Cockspur Island og begyndte at genrejse fortet.
Fort Pulaski blev åbnet for offentligheden i en kort periode inden 2. verdenskrig. Under krigen blev Cockspur Island anvendt som sektionsbase for flåden. Efter 2. verdenskrig blev Fort Pulaski leveret tilbage til National Park Service, and den 15. oktober 1966 blev fortet opført på National Register of Historic Places. Fort Pulaski er fortsat åbent for publikum.

## Eksterna links
- Official NPS website: Fort Pulaski National Monument Arkiveret 21. juni 2008 hos  Wayback Machine
- Bombardementet af Fort Pulaski Arkiveret 16. maj 2008 hos  Wayback Machine
- Fort Pulaski Press Nyhedsbrev om Fort Pulaski

32°1′38″N 80°53′25″V / 32.02722°N 80.89028°V